# Herbe aux mouches
Inula conyza
Espèce
Classification phylogénétique
L'herbe aux mouches ou œil de cheval (Inula conyza), encore appelée inule squarreuse, est une espèce de plante à fleurs de la famille des Astéracées.

## Synonymes
- Inula conyzae (Griess.) Meikle (1985)
- Inula squarrosa Bernh. ex DC.

## Description
C'est une plante herbacée vivace, poilue, aux tiges érigées se ramifiant aux extrémités, aux feuilles entières, aux fleurs en petits capitules allongés, sans ligules, jaune-verdâtre.

## Caractéristiques
- Organes reproducteurs :

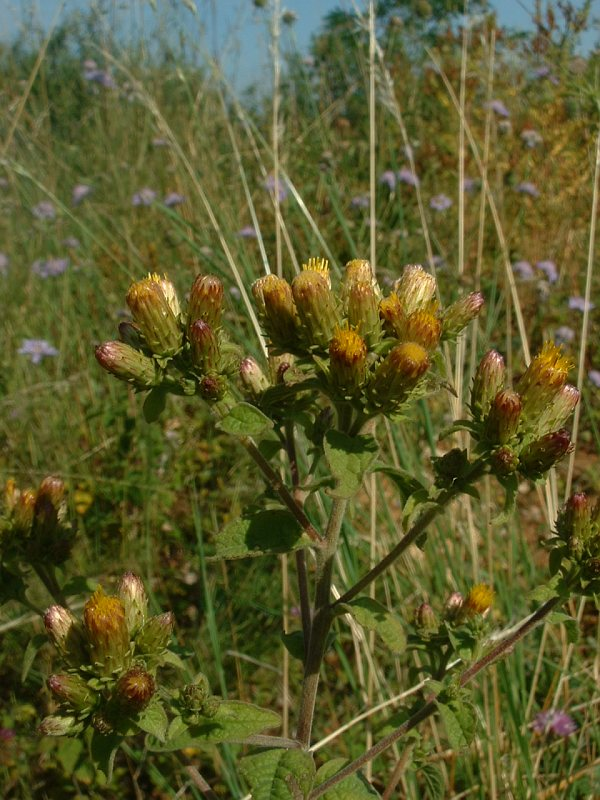
Inflorescences.

  - Type d'inflorescence : corymbe de capitules
  - Répartition des sexes : hermaphrodite
  - Type de pollinisation : entomogame, autogame
  - Période de floraison : juillet à septembre
- Graine :
  - Type de fruit : akène
  - Mode de dissémination : anémochore
- Habitat et répartition :
  - Habitat type : ourlets basophiles médioeuropéens, xérophiles, occidentaux
  - Aire de répartition : eurasiatique

Données d'après: Julve, Ph., 1998 ff. - Baseflor. Index botanique, écologique et chorologique de la flore de France. Version : 23 avril 2004. 

## Utilisation
- Les Grecs utilisaient l'herbe aux moucherons, sèche, étendue sous le blé pour éloigner les rongeurs ; Palladius consigna cette pratique dans son De re rustica.